# Porterie

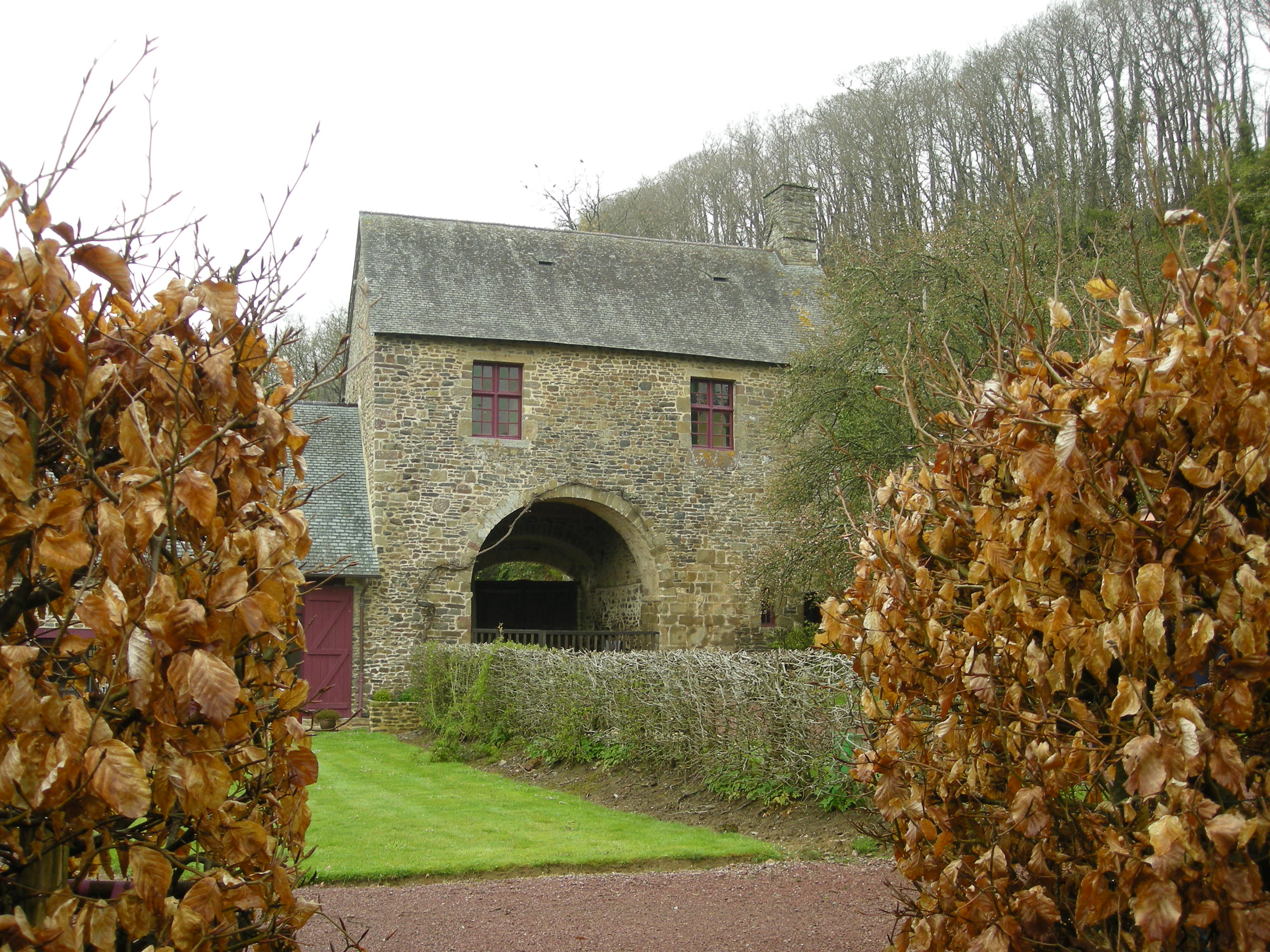
Porterie de l'abbaye de Hambye, Normandie, France

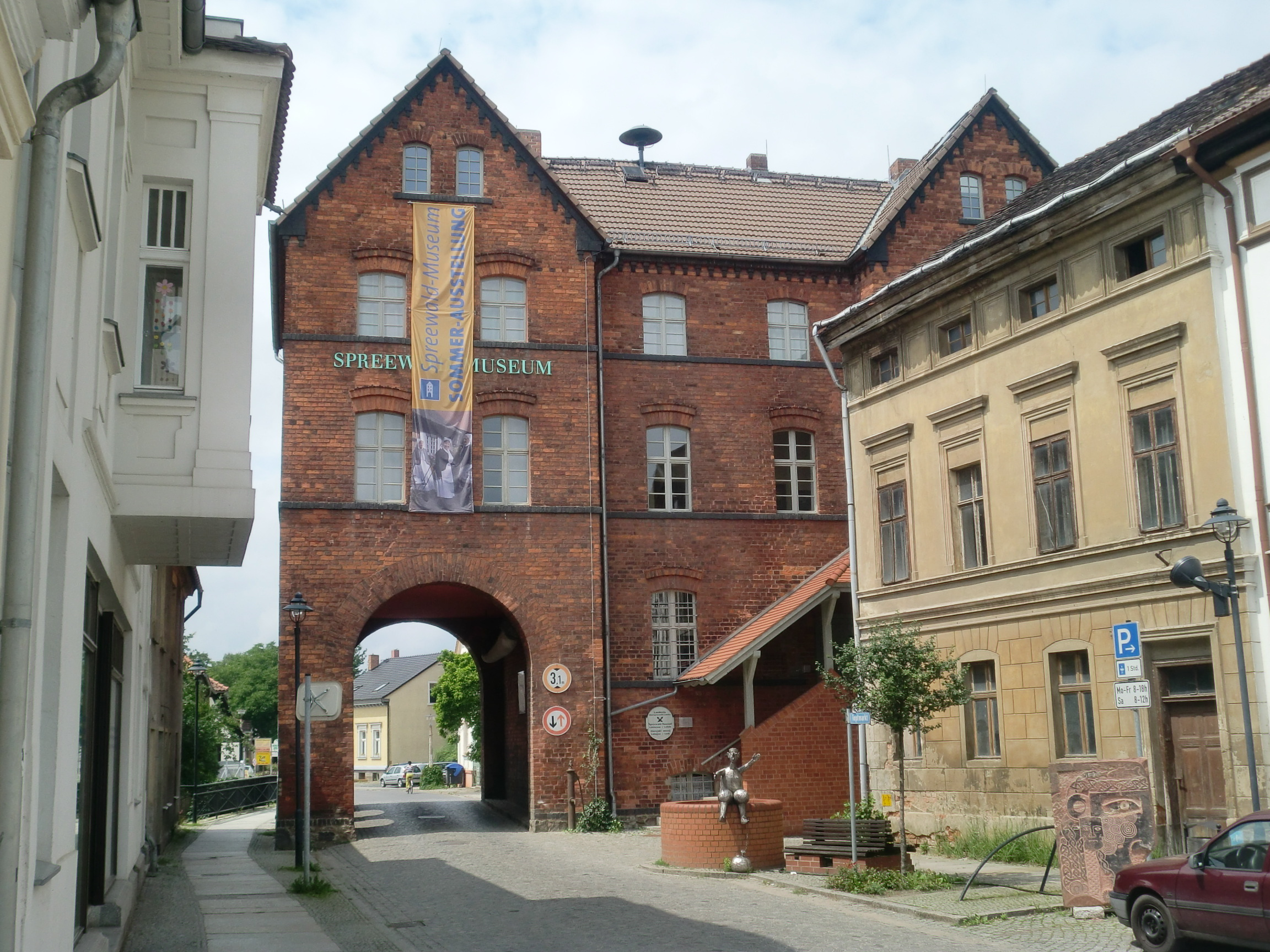
La porterie du musée forestier à Lübbenau, Allemagne.

La porterie, ou logis-porche, est le bâtiment d'un monastère, d'une abbaye, d'un manoir ou d'un château fort situé à côté de la porte, et où loge le portier ou gardien. Elle donne souvent accès à l'hôtellerie qui abrite les pèlerins ou les visiteurs de l'abbaye, en dehors de la clôture.

## Voir
- Glossaire de l'architecture